# Yasuhiro Higuchi
Yasuhiro Higuchi (樋口 靖洋 Higuchi Yasuhiro?), född 5 maj 1961 i Mie prefektur, är en japansk före detta fotbollsspelare och tränare.
Higuchi började sin karriär 1980 i Nissan Motors. Med Nissan Motors vann han japanska cupen 1983. Han avslutade karriären 1994.
Higuchi har efter den aktiva karriären verkat som tränare och har tränat J1 League-klubbar, Omiya Ardija, Yokohama F. Marinos och Ventforet Kofu.